# Foodtainer
Unter einem Foodtainer versteht man ein Verpackungs- und Vertriebsmedium für Lebensmittel. Das Wort stellt einen neologistischen Anglizismus dar (von engl. food für Nahrungsmittel und container für Behälter). Der Foodtainer besteht gewöhnlich aus einer Papp- oder Kunststoffschale (z. B. aus Polystyrol), in der typischerweise Obst, Gemüse, Gebäck oder Fleisch eingelegt sind. Dieses Gebilde ist vollständig mit Klarsichtfolie verschweißt. Die Abpackung erfolgt maschinell.
Versuche mit Pepino-Früchten ergaben, dass durch Verpackung in Foodtainern der Gehalt an Beta-Carotin und Chlorophyll erhalten blieb.